# Лыковский проезд
Лы́ковский прое́зд — проезд, расположенный в Северо-Западном административном округе города Москвы на территории района Строгино.

## История
Проезд был образован и получил свой название в 1991 году по близости к 1-й, 2-й и 3-й Лыковским улицам, в свою очередь названным по бывшему селу Троице-Лыково.

## Расположение
Лыковский проезд проходит от Одинцовской улицы на запад, пересекает 1-ю Лыковскую улицу, далее к нему с юга примыкает 2-я Лыковская улица, а с севера — 3-я Лыковская улица, на этом перекрёстке Лыковский проезд переходит в улицу Маршала Прошлякова. Нумерация домов начинается от Одинцовской улицы.

## Примечательные здания и сооружения
По нечётной стороне:
По чётной стороне:

## Транспорт

### Автобус
- 137 (Троице-Лыково — Станция метро «Щукинская», останавливается на Одинцовской улице восточнее Лыковского проезда).

### Метро
- Станция метро «Строгино» Арбатско-Покровской линии — севернее проезда, на Строгинском бульваре.